# Tanytarsus kirai
Tanytarsus kirai är en tvåvingeart som beskrevs av Sasa och Kawai 1987. Tanytarsus kirai ingår i släktet Tanytarsus och familjen fjädermyggor. Inga underarter finns listade i Catalogue of Life.